# Anaphes
Anaphes är ett släkte av steklar som beskrevs av Alexander Henry Haliday 1833. Anaphes ingår i familjen dvärgsteklar.

## Dottertaxa tillAnaphes, i alfabetisk ordning[1][2]
- Anaphes acutipennis
- Anaphes acutiventris
- Anaphes additus
- Anaphes aequipennatus
- Anaphes aequus
- Anaphes aestivus
- Anaphes alaskae
- Anaphes albipes
- Anaphes angustipennis
- Anaphes antoniae
- Anaphes apilosus
- Anaphes archettii
- Anaphes arcuatus
- Anaphes arenbergi
- Anaphes aries
- Anaphes ater
- Anaphes aterrimus
- Anaphes auripes
- Anaphes australia
- Anaphes avalae
- Anaphes balteatus
- Anaphes behmani
- Anaphes bicolor
- Anaphes brachygaster
- Anaphes brevicornis
- Anaphes brevior
- Anaphes brevis
- Anaphes brevitarsis
- Anaphes breviventris
- Anaphes brunneus
- Anaphes byrrhidiphagus
- Anaphes calendrae
- Anaphes calvescens
- Anaphes campestris
- Anaphes chrysomelae
- Anaphes ciliatus
- Anaphes collinus
- Anaphes communis
- Anaphes comosipennis
- Anaphes compressus
- Anaphes confertus
- Anaphes conotracheli
- Anaphes consimilis
- Anaphes cotei
- Anaphes crassicornis
- Anaphes crassipennis
- Anaphes crassipilis
- Anaphes crassus
- Anaphes cultripennis
- Anaphes debilipennis
- Anaphes declinatus
- Anaphes depressus
- Anaphes dessarti
- Anaphes devillei
- Anaphes devius
- Anaphes diana
- Anaphes differens
- Anaphes dilatatus
- Anaphes discolor
- Anaphes discolorisimilis
- Anaphes distinctus
- Anaphes dorcas
- Anaphes dubius
- Anaphes duplicatus
- Anaphes dytiscidarum
- Anaphes elegans
- Anaphes elongatus
- Anaphes ensipennis
- Anaphes euryale
- Anaphes exiguosimilis
- Anaphes exiguus
- Anaphes fabarius
- Anaphes falsus
- Anaphes fennicus
- Anaphes ferrierei
- Anaphes flavicornis
- Anaphes flavipennis
- Anaphes flavitarsis
- Anaphes flavus
- Anaphes fortipennis
- Anaphes fuscipennis
- Anaphes gabitzi
- Anaphes galtoni
- Anaphes gauthieri
- Anaphes gerrisophaga
- Anaphes globosicornis
- Anaphes globosus
- Anaphes gracilior
- Anaphes gracillimus
- Anaphes hercules
- Anaphes heterotomus
- Anaphes hundsheimensis
- Anaphes inexpectatus
- Anaphes intermedius
- Anaphes iole
- Anaphes kressbachi
- Anaphes laticornis
- Anaphes latipennis
- Anaphes latus
- Anaphes leonhardwitzi
- Anaphes leptoceras
- Anaphes linearis
- Anaphes lineipennis
- Anaphes linnaei
- Anaphes listronoti
- Anaphes longiclava
- Anaphes longicornis
- Anaphes longior
- Anaphes longipennis
- Anaphes longipilis
- Anaphes longispinosus
- Anaphes lucidus
- Anaphes luna
- Anaphes luteicornis
- Anaphes maculicornis
- Anaphes maialis
- Anaphes malchinensis
- Anaphes malkwitzi
- Anaphes medioacutus
- Anaphes medius
- Anaphes minimus
- Anaphes minor
- Anaphes mirabilis
- Anaphes nemorosus
- Anaphes neobrevior
- Anaphes neodistinctus
- Anaphes neoflavus
- Anaphes neoserenus
- Anaphes neospecialis
- Anaphes neustadti
- Anaphes niger
- Anaphes nigerrimus
- Anaphes nigrellus
- Anaphes nigricornis
- Anaphes nipponicus
- Anaphes nitens
- Anaphes obscurus
- Anaphes obsoletus
- Anaphes ordinarius
- Anaphes ornatus
- Anaphes ovatus
- Anaphes ovipositor
- Anaphes pallidicornis
- Anaphes palliditarsis
- Anaphes pallidus
- Anaphes pallipes
- Anaphes pannonicus
- Anaphes parallelipennis
- Anaphes parciventris
- Anaphes pectoralis
- Anaphes pellucens
- Anaphes peyerimhoffi
- Anaphes piceicornis
- Anaphes pilicornis
- Anaphes piliscapus
- Anaphes pilosipennis
- Anaphes pilosissimus
- Anaphes pulchripennis
- Anaphes pullicrurus
- Anaphes punctus
- Anaphes quadraticornis
- Anaphes rectipennis
- Anaphes reductus
- Anaphes regulus
- Anaphes relictus
- Anaphes rotundipennis
- Anaphes rufus
- Anaphes saintpierrei
- Anaphes schellwieniens
- Anaphes semiflavus
- Anaphes semimedius
- Anaphes serbicus
- Anaphes serenus
- Anaphes sibbei
- Anaphes siegerfeldi
- Anaphes silesicus
- Anaphes similis
- Anaphes sinipennis
- Anaphes sordidatus
- Anaphes speciosior
- Anaphes speciosus
- Anaphes spinosus
- Anaphes splendens
- Anaphes stratipennis
- Anaphes stubaiensis
- Anaphes stygius
- Anaphes sulphuripes
- Anaphes superadditus
- Anaphes swiedecki
- Anaphes tarsalis
- Anaphes tasmaniae
- Anaphes tenuipennis
- Anaphes tenuis
- Anaphes thoracicus
- Anaphes timidus
- Anaphes trijohanni
- Anaphes valkenburgicus
- Anaphes variatus
- Anaphes varicolor
- Anaphes weidenhofi
- Anaphes wertaneki
- Anaphes victus
- Anaphes wolfsthali
- Anaphes wratislawensis
- Anaphes vulgaris
- Anaphes vulgarisimilis